# St. Ulrich (Lanzenhaar)

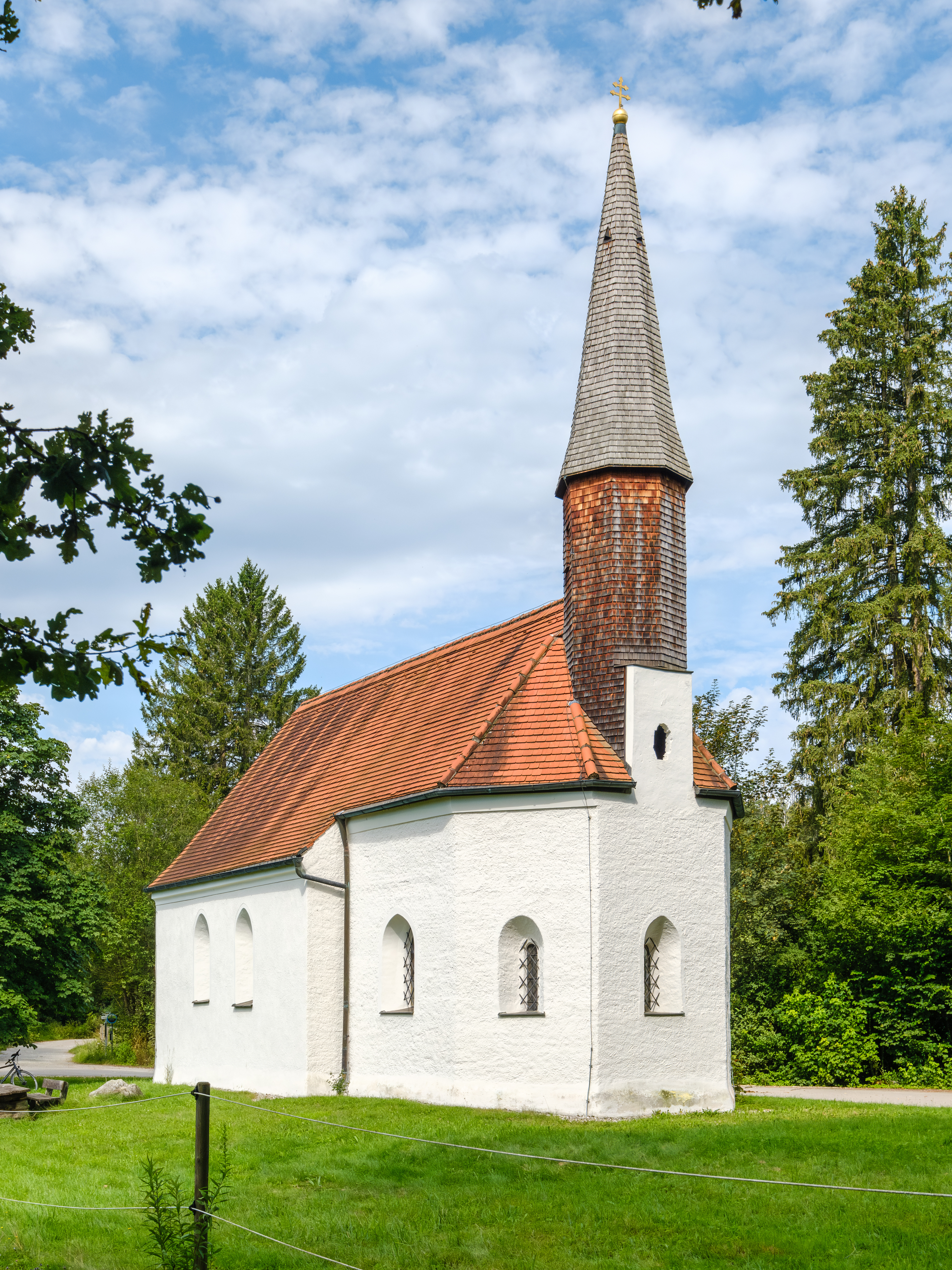
St. Ulrich im Sommer 2024

Die Filialkirche St. Ulrich ist eine spätgotische römisch-katholische Kirche im Ortsteil Lanzenhaar der Gemeinde Sauerlach im oberbayerischen Landkreis München. Sie wird von der Pfarrgemeinde St. Andreas betreut, die zusammen mit dem ehemaligen Pfarreien St. Michael in Arget (seit 2007) und St. Margaret in Altkirchen (seit 2012) den Pfarrverband Sauerlach im Dekanat Ottobrunn des Erzbistums München und Freising bildet.

## Baugeschichte und Ausstattung
Bereits im Jahre 1315 wurde das Kirchlein erwähnt. In der Diözesan-Beschreibung von 1350 taucht die Kirche in Lanzenhaar als Filiale von St. Stephan in Oberhaching auf, jedoch ohne Begräbnisrecht. Die heutige Form der spätgotischen Kirche stammt aus dem 15. und 16. Jahrhundert. Erbaut wurde sie als Grundherrenkirche des Klosters Tegernsee. Sie ist ein zweiachsiger Saalbau mit eingezogenem, dreiseitig geschlossenem kreuzrippengewölbten Chor, über dem sich ein schlanker Dachreiter mit Spitzhelm erhebt. Bei der Renovierung in den Jahren 1978 bis 1982 wurden zahlreiche Fresken aus unterschiedlichen Epochen freigelegt. So befindet sich über der Tür eine Darstellung der Heiligen Martin und Ulrich aus 16. Jahrhundert sowie an der Flachdecke Darstellungen des Heiligen Ulrich in der Schlacht auf dem Lechfeld, die aus dem 18. Jahrhundert stammen. Der barocke Hochaltar wird in die zweite Hälfte des 17. Jahrhunderts datiert. Am 25. Mai 1710 weihte Bischof Johann Franz Eckher von Kapfing und Liechteneck den Altar. Das Inventarverzeichnis von 1720 führt zwei Glocken auf.

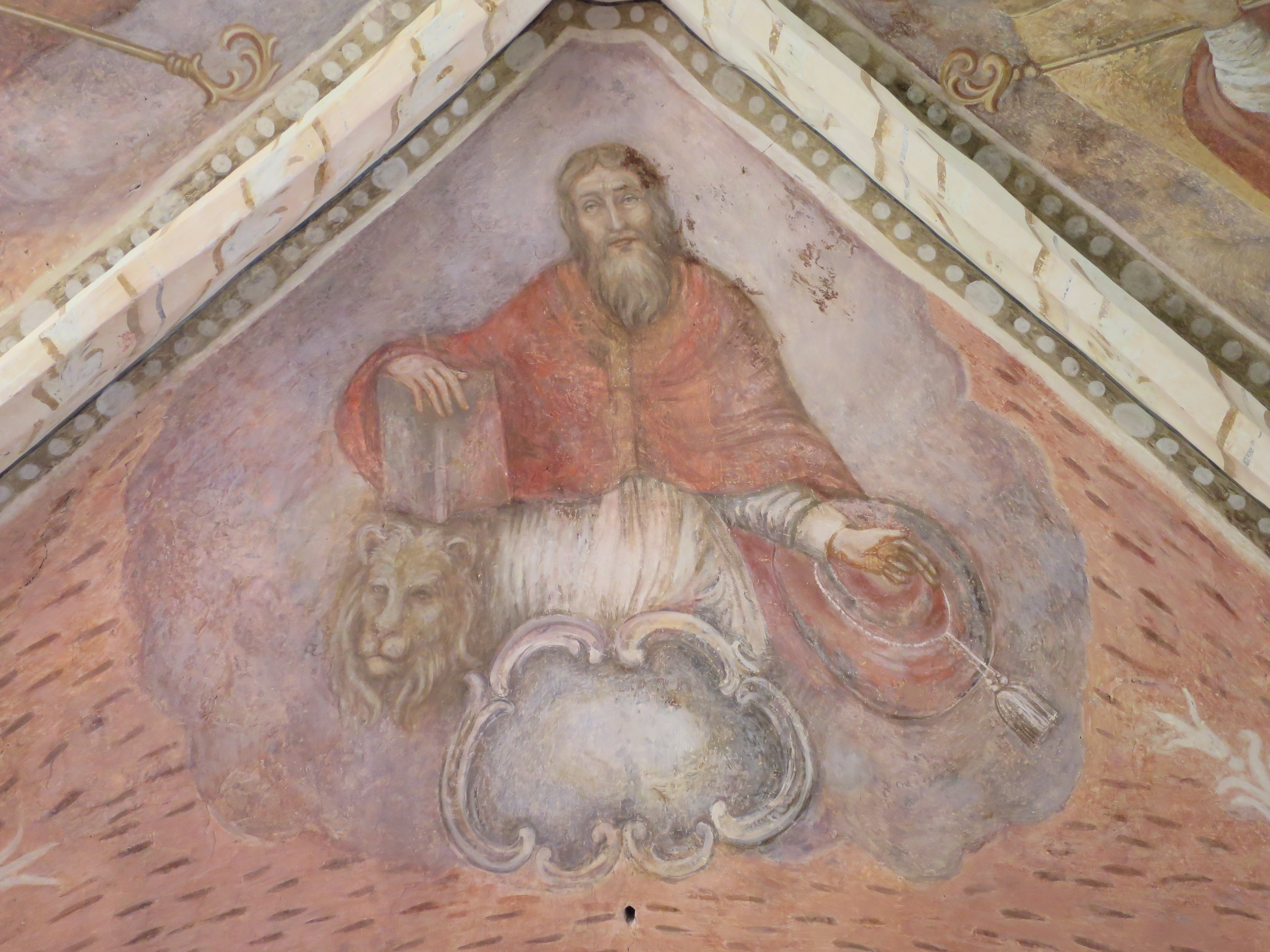
Gotisches Fresco im Chorgewölbe: Darstellung des Evangelisten Markus

Im Frühjahr 1942 wurden die Glocken abgenommen und eingeschmolzen. Nach dem Zweiten Weltkrieg wurde die Hochaltarfigur aus der Zeit um 1500 entwendet, die Herkunft der heutigen Figur ist ungeklärt. Überdies verschwanden die beiden Holzfiguren der Märtyrerheiligen Paulus und Johannes, die den Triumphbogen flankierten. Heute werden die noch vorhandenen Kostbarkeiten das Jahr über an einem sicheren Ort aufbewahrt.

### Renovierung in den 1970ern
Mitte der 1970er Jahre war das Dachgebälk des Turms so morsch, dass Einsturzgefahr bestand. Zudem stellte sich heraus, dass das Mauerwerk feucht war. Durch die Hilfe der Erzbischöflichen Finanzkammer und die Opferbereitschaft vieler Spender konnte im Januar 1978 mit der Totalrenovierung begonnen werden. Im Juli 1980 begann die Sanierung der Decke. Die Untersuchungen ergaben eine reichhaltige spätgotische und barocke Ausmalung. Im September 1981 begann daraufhin die Freilegung der Fresken. Die Renovierung kostete 273.834 Deutsche Mark.

### Restaurierung 2007–2011
Um das denkmalgeschützte Bauwerk vor größeren Schäden zu bewahren, entschloss sich die Katholische Kirchenstiftung St. Andreas Sauerlach insbesondere im Außenbereich zu erneuten Sanierungsmaßnahmen.

## Umpfarrung nach Sauerlach

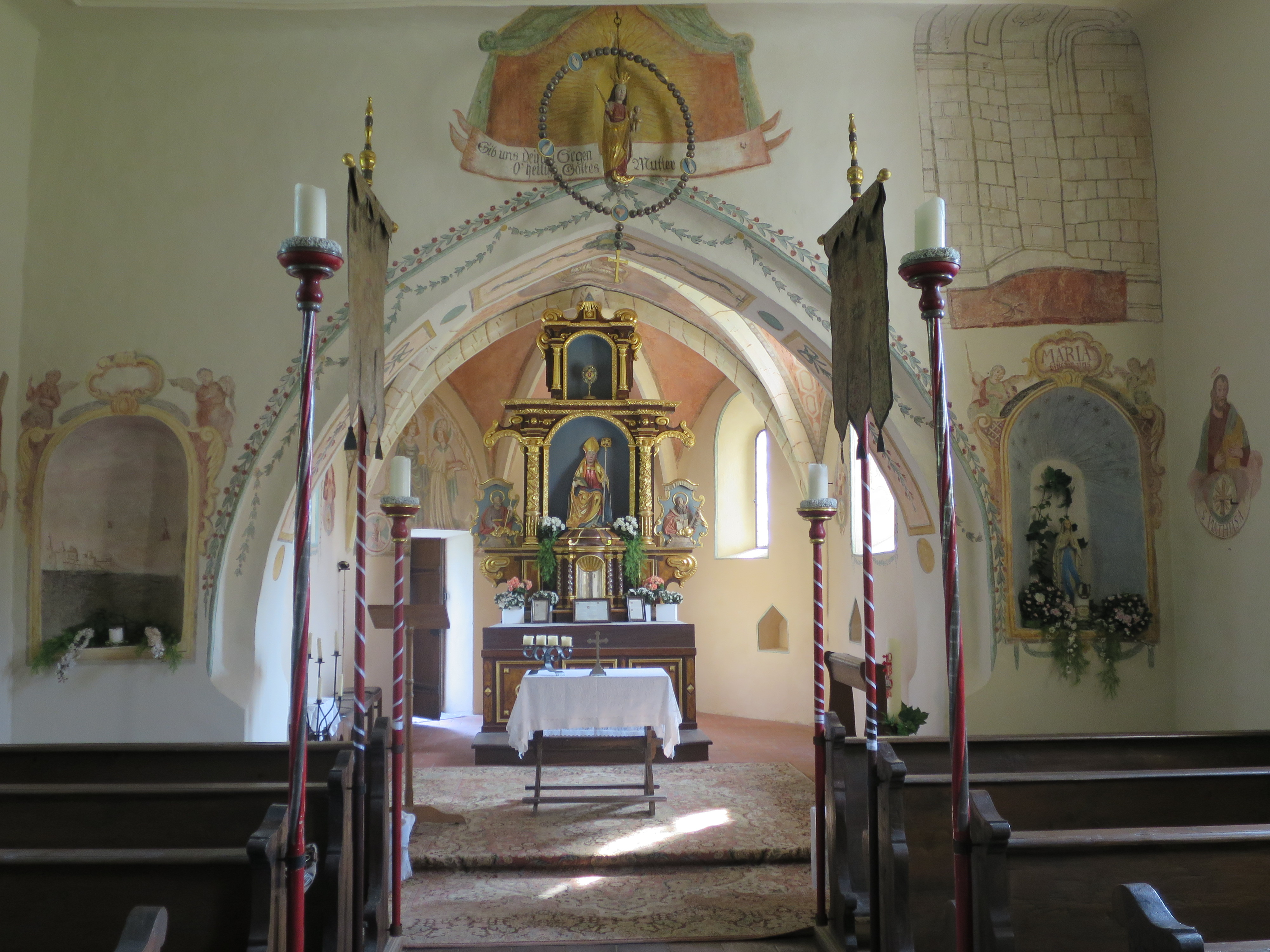
Innenraum der Filialkirche St. Ulrich

Ursprünglich gehörte St. Ulrich als Filialkirche zur Pfarrei St. Stephan in Oberhaching. Der Sauerlacher Pfarrer Anton Beer bat in einem Gesuch vom 8. Oktober 1844 um Aufnahme von Lanzenhaar, Otterloh und Portenläng in seine Pfarrei. Etwa zur gleichen Zeit versuchten dies die Bauern vor Ort ebenfalls. Beide Schreiben begründen ihr Begehren damit, dass eine Umpfarrung für die Oberhachinger Pfarrgemeinde kein großer Verlust wäre, da Lanzenhaar 22, Otterloh 70 und Portenläng nur elf Seelen zählten und die Wegstrecke zum Pfarrort eine, von Otterloh und Portenläng gar anderthalb Gehstunden betragen. Dennoch wurde die Umpfarrung zunächst abgelehnt. Erst 1867 kamen Lanzenhaar und Otterloh zur Pfarrgemeinde Sauerlach – damit wurde den seelsorgerischen Bedürfnissen der damaligen Zeit Rechnung getragen.

## Patrozinium
Die Filialkirche in Lanzenhaar ist dem Heiligen Ulrich geweiht, der zur Zeit der Ungarneinfälle Bischof von Augsburg war. Durch die Verteidigung der Stadt hatte er einen wesentlichen Anteil am Sieg über die Ungarn auf dem Lechfeld. Nach seiner Heiligsprechung im Jahre 993 wurden ihm zur Ehre viele Kirchen geweiht. Umstritten ist, ob Ulrich im Jahr 952 persönlich auf seiner verbürgten Reise nach Ebersberg im damaligen Anzanhart predigte.

## Sonstiges
Die Filialkirche St. Ulrich ist als Baudenkmal unter der Listennummer D-1-84-141-61 in der Bayerischen Denkmalliste aufgeführt.
Jeweils am 4. Juli, dem Gedenktag des Heiligen Ulrich, findet ein Bittgang ausgehend von der Pfarrkirche St. Andreas in Sauerlach zur Kapelle statt.